# Pithecheir
Pithecheir is een geslacht van knaagdieren uit de muizen en ratten van de Oude Wereld dat voorkomt op Java en Malakka in Zuidoost-Azië. Daarnaast is er een fossiele soort, P. peninsularis, bekend van Vroeg- en Middel-Pleistocene fossiele kiezen uit Zuid-Thailand ten zuiden van de Landengte van Kra. De nauwste verwanten van dit geslacht zijn waarschijnlijk Pithecheirops otion uit Borneo en Lenothrix canus uit Malakka, Borneo en Sumatra; daarnaast zijn ook Eropeplus, Lenomys en Margaretamys uit Celebes mogelijk vrij nauw verwant.
Dit geslacht is sterk aangepast aan een leven in bomen, net als zijn nauwe verwanten. Twee van de duidelijkste onderscheidende kenmerken van het geslacht, de lange, naakte grijpstaart en de korte, brede voeten die geschikt zijn om takken mee vast te pakken, hebben daar ook mee te maken. De dieren bouwen grote, ronde nesten.
Er zijn drie soorten:
- Pithecheir melanurus (Java)
- Pithecheir parvus (Malakka; fossiel in Zuid-Thailand)
- Pithecheir peninsularis (Pleistocene fossielen uit Thailand ten zuiden van de Landengte van Kra)